# Pico Miziya

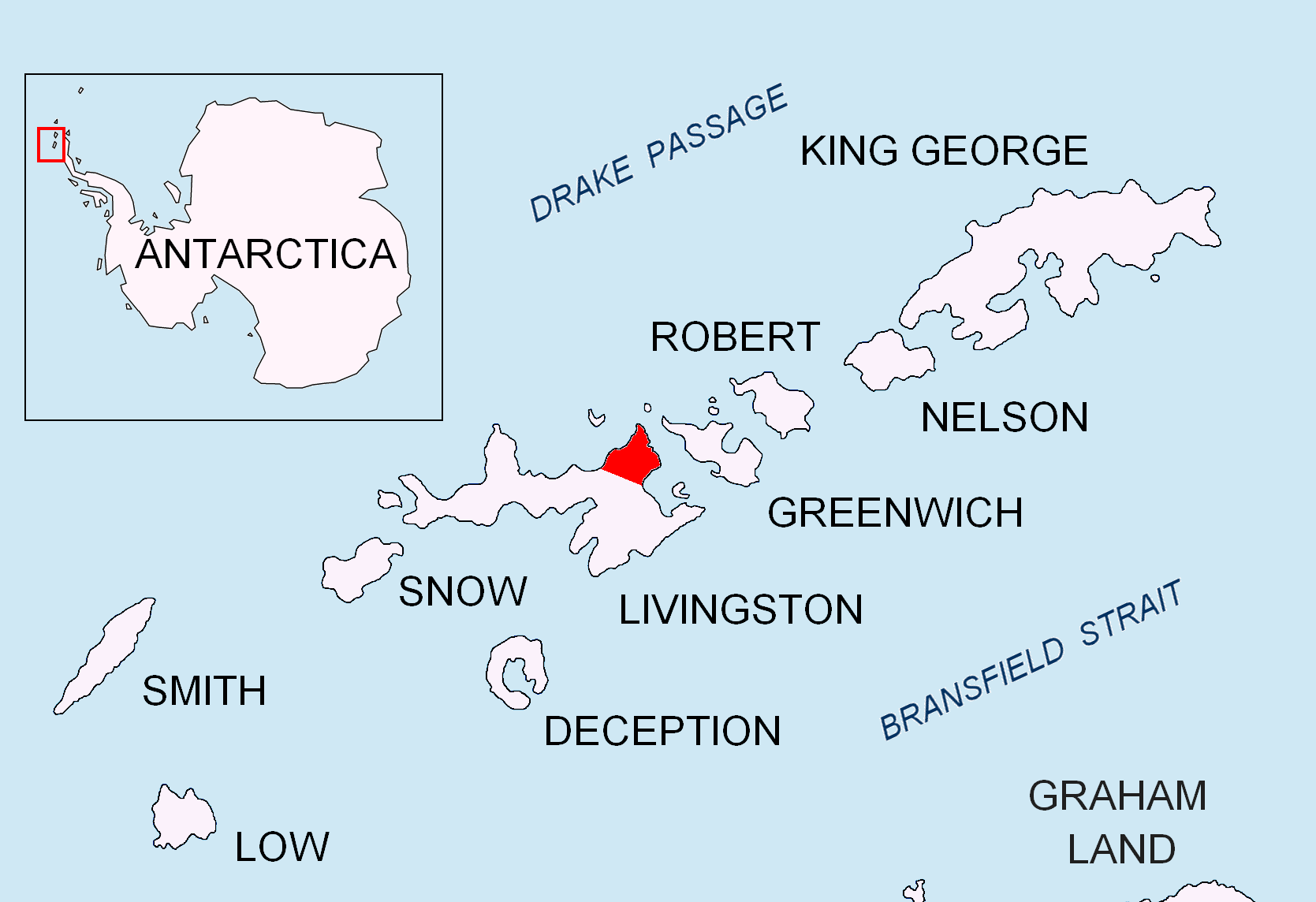
Localização da Península de Varna na ilha de Livinston, nas ilhas Chetland do Sul

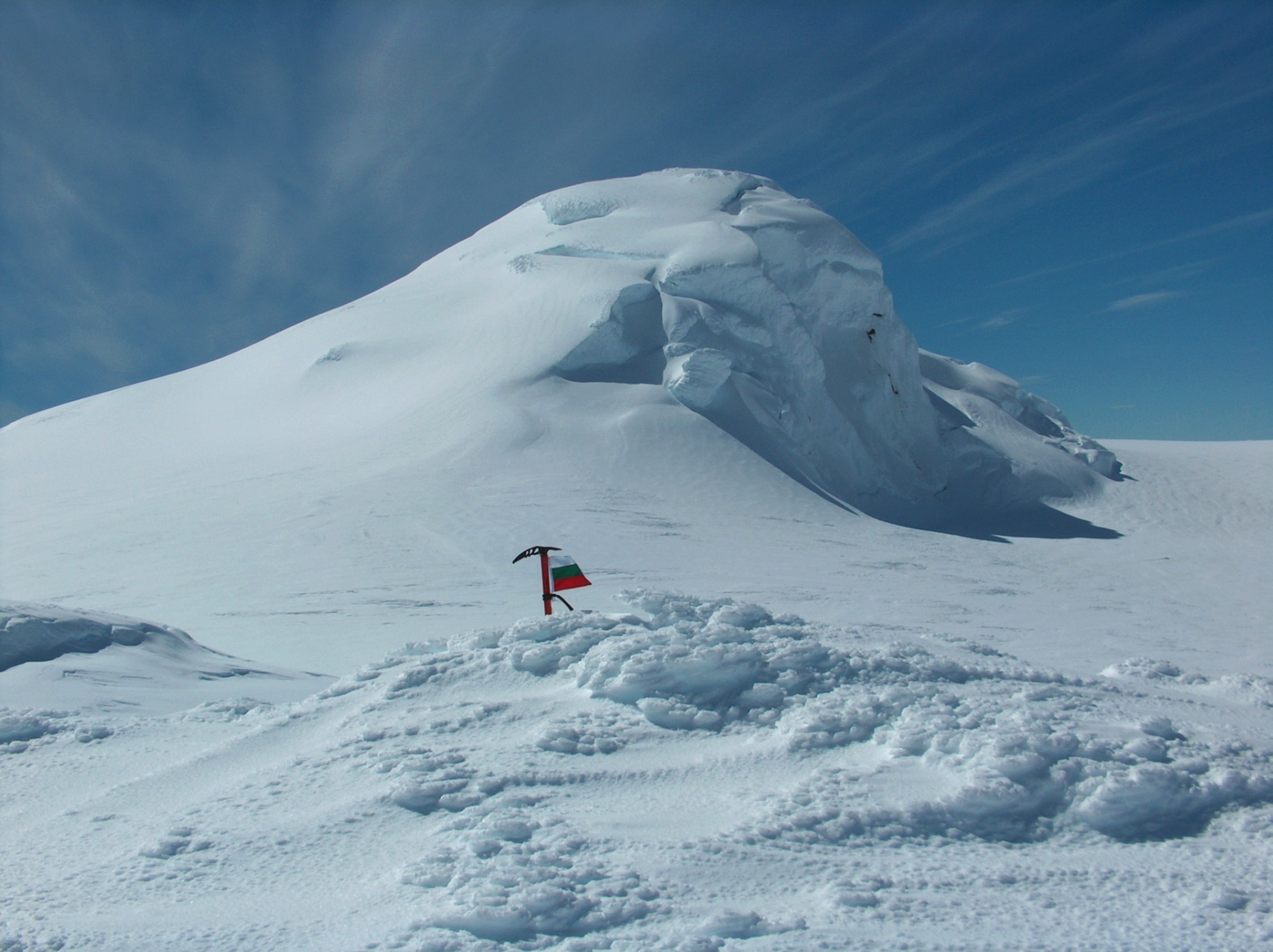
Pico Miziya

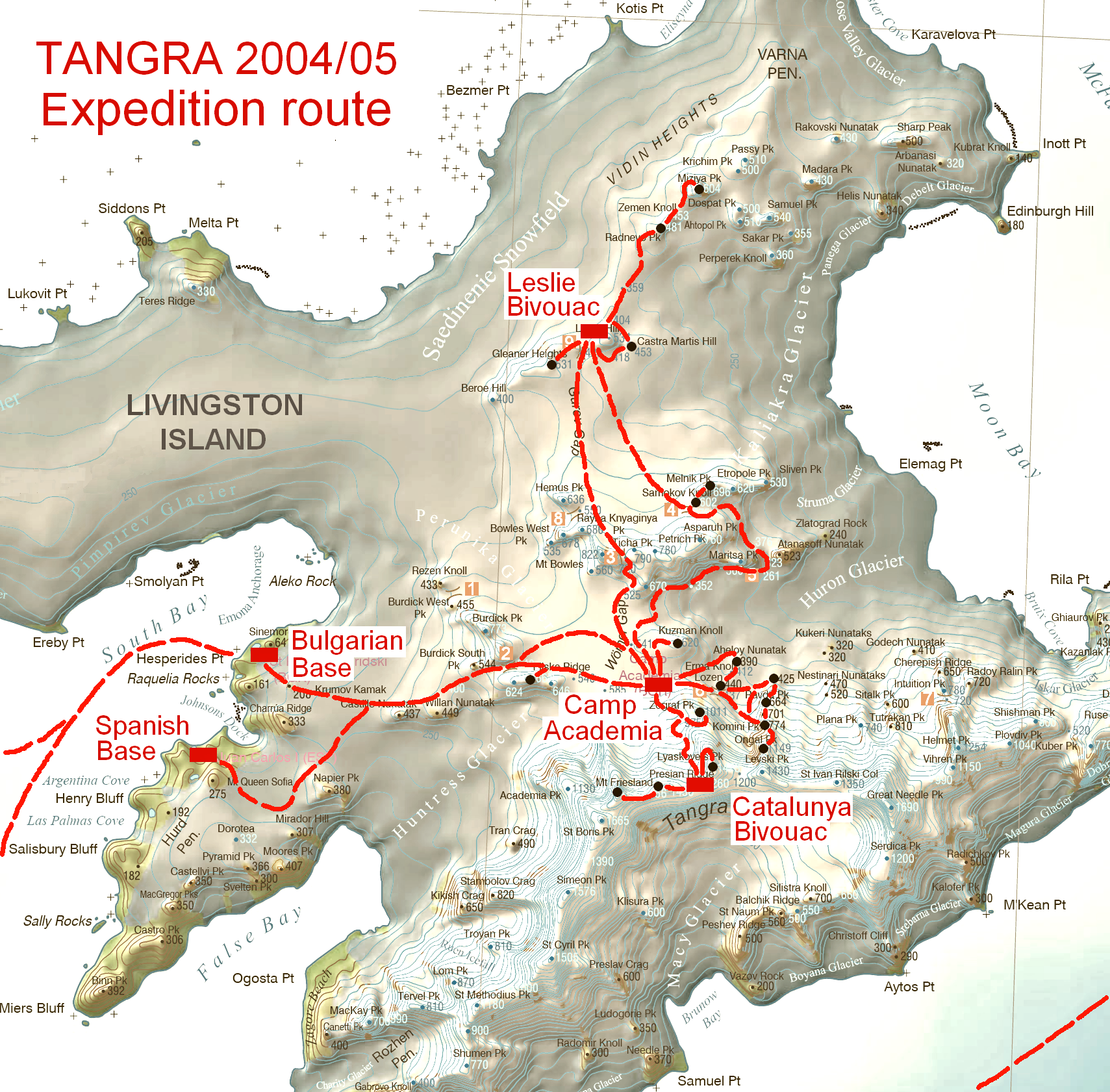
A rota de pesquisa de Tangra 2004/05, incluindo o Pico Miziya

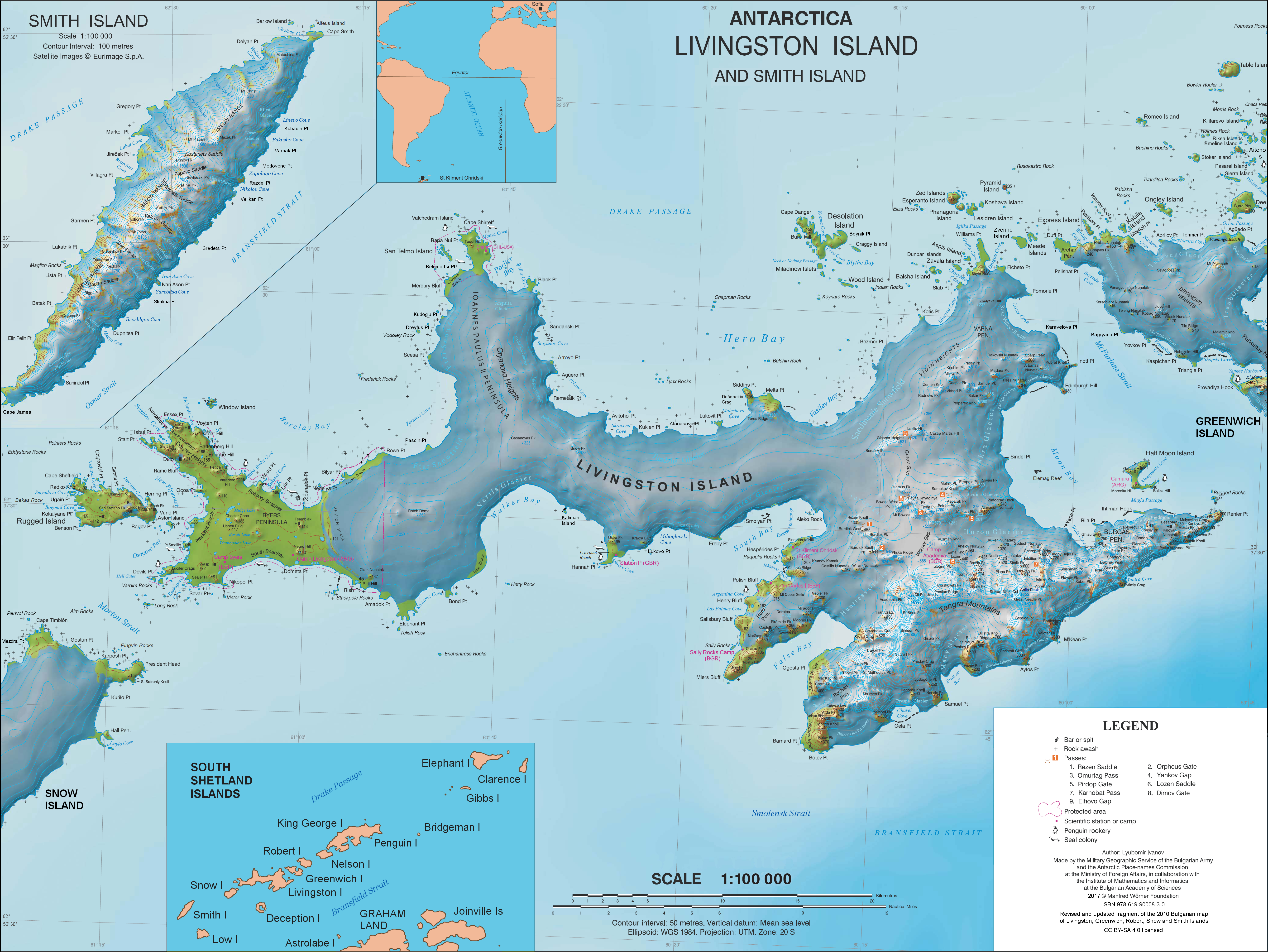
Mapa topográfico de ilha Livinston e ilha Smith

Pico Miziya ( em búlgaro:  връх Мизия, IPA:) é um cume de 604 m na Península de Varna, na ilha oriental de Livinston nas ilhas Chetland do Sul, na Antártica. Primeira subida por Lyubomir Ivanov do Campo Academia em 25 de dezembro de 2004, como parte da pesquisa Tangra 2004/05 . 
O pico tem o nome da cidade búlgara de Miziya em relação à antiga província trácia de Miziya (Moesia) . 

## Localização
O pico está localizado a 62° 32′ 08″ S, 60° 09′ 52,7″ O. 

## Mapas
- LL Ivanov et al. Antártica: ilha Livinston e Ilha Greenwich, Ilhas Shetland do Sul . Escala 1: 100000 mapa topográfico. Sofia: Comissão Antártica de Nomes de Lugares da Bulgária, 2005.
- LL Ivanov. Antártica: Ilhas Livinston e Greenwich, Robert, Snow e Smith . Escala 1: 120000 mapa topográfico. Troyan: Fundação Manfred Wörner, 2009. ISBN 978-954-92032-6-4
- LL Ivanov. Antártica: Livinston e Smith . Escala 1: 100000 mapa topográfico. Fundação Manfred Wörner, 2017. ISBN 978-619-90008-3-0 ISBN   978-619-90008-3-0